# 漫威电影宇宙系列电影
漫威電影宇宙系列電影（英語：Marvel Cinematic Universe films）是美國一個超級英雄電影系列，根據漫威漫畫的出版刊物中的角色進行改編。這些電影自2007年起開始製作，至今漫威影業已出品了31部電影，另外有十多部影片正處於不同的製作階段。該系列至今已在全球累積了超過225億美元的票房成績，使其成為有史以來所有系列電影中票房收入最高的電影系列。

## 簡介
凯文·费吉是所有漫威電影宇宙系列作品的制片人。同时，阿維·阿拉德是前兩部電影的制片人，蓋兒·安妮·赫德是《無敵浩克》的制片人，艾美·帕斯卡是《蜘蛛人系列電影》的制片人，史提芬·布魯薩德是《蟻人與黃蜂女》的制片人，乔纳森·施瓦茨是《尚氣與十環傳奇》的制片人。這些電影由各式各樣不同的人擔任導演及編劇，並且有大型的劇組人員和經常合演的演員陣容，包括小勞勃·道尼、克里斯·伊凡、克里斯·漢斯沃、山繆·傑克森及史嘉蕾·喬韓森等已簽約為多部電影演出。
漫威影業將本系列電影劃分為不同「階段」。漫威電影宇宙的第一部作品是2008年電影《鋼鐵人》，該片由派拉蒙影業負責發行。派拉蒙影業隨後也發行了《鋼鐵人2》（2010年）、《雷神索爾》（2011年）和（2011年）；環球影業發行了2008年電影《無敵浩克》。華特迪士尼工作室電影從2012年的跨界電影《復仇者聯盟》起開始接手發行此電影系列。以上影片組成了第一階段。第二階段包括《鋼鐵人3》（2013年）、《雷神索爾2：黑暗世界》（2013年）、《美國隊長2：酷寒戰士》（2014年）、《星際異攻隊》（2014年）、《復仇者聯盟2：奧創紀元》（2015年）和《蟻人》（2015年）。第三階段包括《美國隊長3：英雄內戰》（2016年）、《奇異博士》（2016年）、《星際異攻隊2》（2017年）、《蜘蛛人：返校日》（2017年）、《雷神索爾3：諸神黃昏》（2017年）、《黑豹》（2018年）、《復仇者聯盟3：無限之戰》（2018年）、《蟻人與黃蜂女》（2018年）、《驚奇隊長》（2019年）、《復仇者聯盟：終局之戰》（2019年）和《蜘蛛人：離家日》（2019年）。前三個階段共23部影片合稱為「無限傳奇」（The Infinity Saga）。
第四階段至第六階段合稱為「多重宇宙傳奇」（The Multiverse Saga）。第四階段電影包括《黑寡婦》（2021年）、《尚氣與十環傳奇》（2021年）、《永恆族》（2021年）、《蜘蛛人：無家日》（2021年）、《奇異博士2：失控多重宇宙》（2022年）、《雷神索爾：愛與雷霆》（2022年）、《黑豹2：瓦干達萬歲》（2022年）；電視劇則包括八部網絡劇集、兩部電視特輯和一部動畫短片劇集，均於Disney+首播。第五階段電影包括《蟻人與黃蜂女：量子狂熱》（2023年）、《星際異攻隊3》（2023年）、《驚奇隊長2》（2023年）、《死侍與狼人》（2024年）、《美國隊長4：勇敢新世界》（2025年）以及《雷霆特攻隊》（2025年，上映期間被改名為《新復仇者聯盟》）；電視劇則包括七部網絡劇集。第六階段已公佈的電影包括、《神奇4俠：英雄第一步》（2025年）、《蜘蛛俠：英雄重生》（2026年）、《復仇者聯盟5》（2026年）以及《復仇者聯盟：秘密戰爭》（2027年）。
此外，2026年預定發布兩部第七階段電影。漫威還有《裝甲戰爭》、《尚氣2》、《刀鋒戰士》和《永恆族2》等在內的多部電影處於開發階段。
索尼影視娛樂負責三部蜘蛛人系列電影的發行和製作，並擁有最終的創意控制權。

## 電影

### 無限傳奇
第一至第三階段合稱為「無限傳奇」（The Infinity Saga）。
| 序       | 電影                      | 美國上映日期  | 導演                     | 編劇                                                                               | 監製                                 |
| 第一階段 | 第一階段                  | 第一階段      | 第一階段                 | 第一階段                                                                           | 第一階段                             |
| -------- | ------------------------- | ------------- | ------------------------ | ---------------------------------------------------------------------------------- | ------------------------------------ |
| 1        | 《鋼鐵人》                | 2008年5月2日  | 強·法夫洛                | 馬克·費格斯、霍克·奧斯比、阿特·馬庫姆和馬特·霍洛威                                 | 艾維·亞拉 和凱文·費吉                |
| 2        | 《無敵浩克》              | 2008年6月13日 | 路易斯·賴托瑞            | 塞克·潘                                                                            | 艾維·亞拉、 蓋兒·安·赫德 和凯文·费吉 |
| 3        | 《鋼鐵人2》               | 2010年5月7日  | 強·法夫洛                | 賈斯汀·塞洛克斯                                                                    | 凯文·费吉                            |
| 4        | 《雷神索爾》              | 2011年5月6日  | 肯尼斯·布萊納            | 艾許利·米勒＆柴克·史坦茲和唐·佩恩                                                  | 凯文·费吉                            |
| 5        | 《美國隊長：復仇者先鋒》  | 2011年7月22日 | 喬·約翰斯頓              | 克里斯多佛·馬庫斯＆史蒂芬·麥費利                                                   | 凯文·费吉                            |
| 6        | 《復仇者聯盟》            | 2012年5月4日  | 喬斯·溫登                | 喬斯·溫登                                                                          | 凯文·费吉                            |
| 第二階段 |                           |               |                          |                                                                                    |                                      |
| 7        | 《鋼鐵人3》               | 2013年5月3日  | 沙恩·布萊克              | 德魯·皮爾斯和沙恩·布萊克                                                           | 凯文·费吉                            |
| 8        | 《雷神索爾2：黑暗世界》   | 2013年11月8日 | 亞倫·泰勒                | 克里斯多佛·約斯特和克里斯多佛·馬庫斯＆史蒂芬·麥費利                                | 凯文·费吉                            |
| 9        | 《美國隊長2：酷寒戰士》   | 2014年4月4日  | 安東尼·羅素和約瑟夫·羅素 | 克里斯多佛·馬庫斯＆史蒂芬·麥費利                                                   | 凯文·费吉                            |
| 10       | 《星際異攻隊》            | 2014年8月1日  | 詹姆斯·岡恩              | 詹姆斯·岡恩和妮可·帕爾曼                                                           | 凯文·费吉                            |
| 11       | 《復仇者聯盟2：奧創紀元》 | 2015年5月1日  | 喬斯·溫登                | 喬斯·溫登                                                                          | 凯文·费吉                            |
| 12       | 《蟻人》                  | 2015年7月17日 | 派頓·瑞德                | 艾德格·萊特＆喬·柯尼許和亞當·麥凱＆保羅·路德                                       | 凯文·费吉                            |
| 第三階段 |                           |               |                          |                                                                                    |                                      |
| 13       | 《美國隊長3：英雄內戰》   | 2016年5月6日  | 安東尼·羅素和約瑟夫·羅素 | 克里斯多佛·馬庫斯和史蒂芬·麥費利                                                   | 凱文·費吉                            |
| 14       | 《奇異博士》              | 2016年11月4日 | 史考特·德瑞森            | 乔·斯派茨、史考特·德瑞森和C·羅拔·卡吉爾                                            | 凱文·費吉                            |
| 15       | 《星際異攻隊2》           | 2017年5月5日  | 詹姆斯·岡恩              | 詹姆斯·岡恩                                                                        | 凱文·費吉                            |
| 16       | 《蜘蛛人：返校日》        | 2017年7月7日  | 強·華茲                  | 強納森·高斯汀＆約翰·戴利和 強·華茲＆克里斯多佛·福特和 克里斯·麥肯納＆艾瑞克·桑默斯 | 凱文·費吉和 艾美·帕斯卡              |
| 17       | 《雷神索爾3：諸神黃昏》   | 2017年11月3日 | 塔伊加·維迪提            | 艾瑞克·皮爾森和克雷格·凱爾＆克里斯多夫·約斯特                                      | 凱文·費吉                            |
| 18       | 《黑豹》                  | 2018年2月16日 | 萊恩·庫格勒              | 萊恩·庫格勒＆喬·羅伯特·高爾                                                        | 凱文·費吉                            |
| 19       | 《復仇者聯盟3：無限之戰》 | 2018年4月27日 | 安東尼·羅素和約瑟夫·羅素 | 克里斯多佛·馬庫斯＆史蒂芬·麥費利                                                   | 凱文·費吉                            |
| 20       | 《蟻人與黃蜂女》          | 2018年7月6日  | 佩顿·里德                | 克里斯·麥肯納＆艾瑞克·桑默斯和 保羅·路德＆安德魯·巴勒＆加布里埃爾·法拉利           | 凱文·費吉和 史提芬·布魯薩德          |
| 21       | 《驚奇隊長》              | 2019年3月8日  | 安娜·波頓和瑞安·弗雷克   | 安娜·波頓＆瑞安·弗雷克＆吉妮瓦·羅伯森-多瑞                                         | 凱文·費吉                            |
| 22       | 《復仇者聯盟4：終局之戰》 | 2019年4月26日 | 安東尼·羅素和約瑟夫·羅素 | 克里斯多佛·馬庫斯＆史蒂芬·麥費利                                                   | 凱文·費吉                            |
| 23       | 《蜘蛛人：離家日》        | 2019年7月2日  | 強·華茲                  | 克里斯·麥肯納＆艾瑞克·桑默斯                                                       | 凱文·費吉和 艾美·帕斯卡              |

### 多重宇宙傳奇
第四至第六階段合稱為「多重宇宙傳奇」（The Multiverse Saga）。
| 序       | 電影                        | 美國上映日期   | 導演                 | 編劇 | 監製                                    | 狀態     |
| 第四階段 | 第四階段                    | 第四階段       | 第四階段             | 第四階段 | 第四階段                                | 第四階段 |
| -------- | --------------------------- | -------------- | -------------------- | --- | --------------------------------------- | -------- |
| 24       | 《黑寡婦》                  | 2021年7月9日   | 凱特·蕭蘭            | 艾瑞克·皮爾森 | 凱文·費吉                               | 已上映   |
| 25       | 《尚氣與十環傳奇》          | 2021年9月3日   | 德斯汀·丹尼爾·克雷頓 | 大衛·卡拉漢＆德斯汀·丹尼爾·克雷頓＆安德魯·蘭哈姆                                                                                | 凱文·費吉和 喬納森·舒瓦茲               | 已上映   |
| 26       | 《永恆族》                  | 2021年11月5日  | 趙婷                 | 趙婷＆帕特里克·布雷和 萊恩·菲爾波＆馬修·K·菲爾波                                                                                | 凱文·費吉和 內特·摩爾                   | 已上映   |
| 27       | 《蜘蛛人：無家日》          | 2021年12月17日 | 強·華茲              | 克里斯·麥肯納＆艾瑞克·桑默斯 | 凱文·費吉和 艾美·帕斯卡                 | 已上映   |
| 28       | 《奇異博士2：失控多重宇宙》 | 2022年5月6日   | 山姆·雷米            | 麥可·沃爾德倫 | 凱文·費吉                               | 已上映   |
| 29       | 《雷神索爾：愛與雷霆》      | 2022年7月8日   | 塔伊加·維迪提        | 塔伊加·維迪提和珍妮佛·凱汀·羅賓遜                                                                                               | 凱文·費吉和 布拉德·溫德博姆             | 已上映   |
| 30       | 《黑豹2：瓦干達萬歲》       | 2022年11月11日 | 瑞恩·庫格勒          | 瑞恩·庫格勒＆喬·羅伯特·高爾 | 凱文·費吉和 內特·摩爾                   | 已上映   |
| 第五階段 |                             |                |                      | |                                         |          |
| 31       | 《蟻人與黃蜂女：量子狂熱》  | 2023年2月17日  | 派頓·瑞德            | 傑夫·洛夫尼斯 | 凱文·費吉 史提芬·布魯薩德  | 已上映   |
| 32       | 《星際異攻隊3》             | 2023年5月5日   | 詹姆斯·岡恩          | 詹姆斯·岡恩 | 凱文·費吉                               | 已上映   |
| 33       | 《驚奇隊長2》               | 2023年11月10日 | 妮亞·達科斯塔        | 梅根·麥克唐納 妮亞·達科斯塔 艾莉莎·克拉希克（ ） 贊伯·威爾斯  [ 72 ]                                               | 凱文·費吉                               | 已上映   |
| 34       | 《死侍與金鋼狼》            | 2024年7月26日  | 薛恩·李維            | 雷特·瑞斯 保羅·韋尼克 贊伯·威爾斯  薛恩·李維 萊恩·雷諾斯 [ 74 ]                                                    | 凱文·費吉 萊恩·雷諾斯 薛恩·李維         | 已上映   |
| 35       | 《美國隊長：無畏新世界》    | 2025年2月14日  | 朱利斯·歐納          | 麥爾坎·斯貝爾曼 達蘭·穆森 [ 77 ]                                                                                                | 凱文·費吉 內特·摩爾        | 已上映   |
| 36       | 《雷霆特攻隊*》             | 2025年5月2日   | 傑克·史崔爾          | 艾瑞克·皮爾森 | 凱文·費吉                               | 已上映   |
| 第六階段 |                             |                |                      | |                                         |          |
| 37       | 《驚奇4超人：第一步》       | 2025年7月25日  | 麥特·夏克曼          | 傑夫·卡普蘭（ ） 伊恩·斯普林格（ ） 喬許·費德曼  卡麥隆·斯奎雷斯（ ） 艾瑞克·皮爾森 彼得·卡麥隆（ ） [ 80 ] [ 81 ] | 凱文·費吉                               | 已上映   |
| 38       | 《蜘蛛人：重生日》          | 2026年7月31日  | 德斯汀·丹尼爾·克雷頓 | 克里斯·麥肯納 艾瑞克·桑默斯 [ 84 ]                                                                                              | 凱文·費吉 艾米·帕斯卡      | 拍攝中   |
| 39       | 《復仇者聯盟：末日之戰》    | 2026年12月18日 | 羅素兄弟             | 麥可·沃爾德倫 史蒂芬·麥費利 [ 86 ]                                                                                              | 凱文·費吉 羅素兄弟                      | 拍攝中   |
| 40       | 《復仇者聯盟：秘密戰爭》    | 2027年12月17日 | 羅素兄弟             | 麥可·沃爾德倫 史蒂芬·麥費利 [ 86 ]                                                                                              | 凱文·費吉 羅素兄弟                      | 開發中   |

#### 即將上映
| 序       | 電影                     | 美國上映日期   | 導演                 | 編劇 | 監製                                | 狀態     |
| 第六階段 | 第六階段                 | 第六階段       | 第六階段             | 第六階段 | 第六階段                            | 第六階段 |
| -------- | ------------------------ | -------------- | -------------------- | --- | ----------------------------------- | -------- |
| 37       | 《驚奇4超人：第一步》    | 2025年7月25日  | 麥特·夏克曼          | 傑夫·卡普蘭（ ） 伊恩·斯普林格（ ） 喬許·費德曼  卡麥隆·斯奎雷斯（ ） 艾瑞克·皮爾森 彼得·卡麥隆（ ） [ 80 ] [ 81 ] | 凱文·費吉                           | 已上映   |
| 38       | 《蜘蛛人：重生日》       | 2026年7月31日  | 德斯汀·丹尼爾·克雷頓 | 克里斯·麥肯納 艾瑞克·桑默斯 [ 84 ]                                                                                              | 凱文·費吉 艾米·帕斯卡  | 拍攝中   |
| 39       | 《復仇者聯盟：末日之戰》 | 2026年12月18日 | 羅素兄弟             | 麥可·沃爾德倫 史蒂芬·麥費利 [ 86 ]                                                                                              | 凱文·費吉 羅素兄弟                  | 拍攝中   |
| 40       | 《復仇者聯盟：秘密戰爭》 | 2027年12月17日 | 羅素兄弟             | 麥可·沃爾德倫 史蒂芬·麥費利 [ 86 ]                                                                                              | 凱文·費吉 羅素兄弟                  | 開發中   |

### 未來計劃
| 電影                                | 導演                 | 編劇                 | 監製      | 狀態   |
| ----------------------------------- | -------------------- | -------------------- | --------- | ------ |
| 《裝甲戰爭》                        | 待定                 | 亞西爾·萊斯特        | 凱文·費吉 | 開發中 |
| 《未命名《黑豹2：瓦坎達萬歲》續集》 | 瑞恩·庫格勒          | 瑞恩·庫格勒          | 凱文·費吉 | 開發中 |
| 《刀鋒戰士》                        | 待定                 | 艾瑞克·皮爾森        | 凱文·費吉 | 開發中 |
| 未命名《尚氣與十環傳奇》續集        | 德斯汀·丹尼爾·克雷頓 | 德斯汀·丹尼爾·克雷頓 | 凱文·費吉 | 開發中 |
| 未命名《X戰警》電影                 | 傑克·史崔爾          | 邁克爾·萊斯利        | 凱文·費吉 | 開發中 |

凱文·費吉和漫威已經將漫威電影宇宙故事線規劃至2032年。漫威影業預定的上映檔期還包括2027年7月23日、11月5日、2028年2月18日、5月5日和11月10日。

#### 《裝甲戰爭》
詹姆斯·羅德斯需要面對東尼·史塔克擔憂的棘手問題之一：史塔克的先進科技裝備落入壞人之手。
2020年12月10日，漫威影業總裁凱文·費吉在迪士尼投資人會議上宣佈基於同名漫畫開發影集《裝甲戰爭》，唐·奇鐸確定回歸領銜出演男主角詹姆斯·「羅德」·羅德斯／戰爭機器。東尼·史塔克之死會直接影響影集故事。2021年8月，亞西爾·萊斯特確定擔當首席編劇。2022年9月，漫威影業決定將劇集改成電影。主體拍攝計劃於2023年初在喬治亞州亞特蘭大三石製片廠開機。
《裝甲戰爭》發生於2023年影集《秘密入侵》的事件之後，華頓·哥金斯回歸飾演2018年電影《蟻人與黃蜂女》中的角色桑尼·伯奇。

#### 《黑豹3》
2022年11月，據報庫格勒與費吉已就《黑豹3》展開商談。2023年1月，萊特表示認為第三作正在考慮開發與否，並指演員和庫格勒在開始製作第三作之前需要“稍微休息一下......重新組合”。

#### 《刀鋒戰士》
2013年5月，《好萊塢報導》稱漫威影業將再次把旗下漫畫《刀鋒戰士》改編為電影。2019年2月，此前在電視劇《盧克·凱奇》第一季中出演「腹蛇」康奈爾·史托克斯的馬赫夏拉·阿里向漫威影業遞交關於刀鋒戰士的電影提案。2019年7月，凱文·費吉在聖地牙哥國際漫畫展上表示影片正在開發階段，將由馬赫夏拉·阿里出演標題角色「刀鋒戰士」艾瑞克·布魯克。2021年2月，漫威宣布聘請史黛西·奧塞-庫福爾擔當編劇。2021年9月，巴薩姆·塔里克確定擔當導演。塔里克一年後因檔期衝突及創意分歧而辭去導演的職務，亞恩·迪曼奇於2022年11月確認接任導演一職，麥可·史塔布瑞則被聘重寫劇本。影片的主體拍攝最初計劃於2023年4月底左右在亞特蘭大的泰勒派瑞製片廠開機。拍攝地點還包括克里夫蘭、新奧爾良和摩洛哥。《刀鋒戰士》最初定於2025年11月7日在美國上映，但在2024年10月遭到撤檔。
在2021年電影《永恆族》中首次登場的烏木劍將出現於影片中。

#### 未命名《尚氣與十環傳奇》續集
2021年12月，漫威正式確定開發製作《尚氣與十環傳奇》的續集電影，德斯汀·丹尼爾·克雷頓回歸執導影片，並擔當編劇。2022年1月，主演劉思慕確定回歸出演男主角尚氣。主體拍攝計劃於2025年。

#### 未命名《X戰警》電影
2019年7月，在聖地亞哥國際漫畫展，凱文·費奇宣布將開發漫威電影宇宙版本的《X戰警》電影。

## 演員及角色
| 角色                                         | 第一階段                           | 第二階段           | 第三階段                    | 第四階段          |
| 角色                                         | 2008–2012                          | 2013–2015          | 2016–2019                   | 2021–2023         |
| -------------------------------------------- | ---------------------------------- | ------------------ | --------------------------- | ----------------- |
| 布魯斯·班納 浩克                             | 艾德華·諾頓盧·弗里基諾V馬克·魯法洛 | 馬克·魯法洛        | 馬克·魯法洛                 | 馬克·魯法洛C      |
| 詹姆斯·「巴奇」·巴恩斯 酷寒戰士              | 賽巴斯汀·斯坦                      | 賽巴斯汀·斯坦      | 賽巴斯汀·斯坦               |                   |
| 克林特·巴頓 鷹眼                             | 傑瑞米·雷納                        | 傑瑞米·雷納        | 傑瑞米·雷納                 | 傑瑞米·雷納CPV    |
| 佩姬·卡特                                    | 海莉·艾特沃                        | 海莉·艾特沃        | 海莉·艾特沃                 |                   |
| 雪倫·卡特                                    |                                    | 艾蜜莉·芬凱普      | 艾蜜莉·芬凱普               |                   |
| 菲爾·考森                                    | 克拉克·格雷格                      |                    | 克拉克·格雷格               |                   |
| 卡蘿·丹佛斯 驚奇隊長                         |                                    |                    | 布麗·拉森                   | 布麗·拉森         |
| 戴夫                                         |                                    | T.I.               | T.I.                        |                   |
| 「毀滅者」德克斯                             |                                    | 戴夫·巴帝斯塔      | 戴夫·巴帝斯塔               | 戴夫·巴帝斯塔     |
| 珍·佛斯特 女雷神                             | 娜塔莉·波曼                        | 娜塔莉·波曼        | 娜塔莉·波曼                 | 娜塔莉·波曼       |
| 弗麗嘉                                       | 蕾妮·羅素                          |                    |                             |                   |
| 尼克·福瑞                                    | 山繆·傑克森                        | 山繆·傑克森        | 山繆·傑克森                 |                   |
| 葛摩菈                                       |                                    | 柔伊·莎達娜        | 柔伊·莎達娜                 | 柔伊·莎達娜       |
| 格魯特                                       |                                    | 馮·迪索V           | 馮·迪索V                    | 馮·迪索V          |
| 海姆達爾                                     | 伊卓瑞斯·艾巴                      | 伊卓瑞斯·艾巴      | 伊卓瑞斯·艾巴               | 伊卓瑞斯·艾巴C    |
| 瑪莉亞·希爾                                  | 蔻碧·史莫德                        | 蔻碧·史莫德        | 蔻碧·史莫德                 |                   |
| 哈羅德·「快樂」·霍根                         | 強·法夫洛                          | 強·法夫洛          | 強·法夫洛                   | 強·法夫洛         |
| 追尋者加羅斯                                 |                                    | 吉蒙·韓蘇          | 吉蒙·韓蘇                   |                   |
| 寇特                                         |                                    | 大衛·達斯馬齊恩    | 大衛·達斯馬齊恩             |                   |
| 凱西·朗恩                                    |                                    | 艾比·萊德·福特森   | 艾比·萊德·福特森艾瑪·福爾曼 | 凱瑟琳·紐頓       |
| 史考特·朗恩 蟻人                             |                                    | 保羅·路德          | 保羅·路德                   | 保羅·路德         |
| 尼特·利茲                                    |                                    |                    | 雅各布·貝塔隆               | 雅各布·貝塔隆     |
| 黛絲·露伊絲                                  | 凱特·丹寧絲                        | 凱特·丹寧絲        |                             | 凱特·丹寧絲       |
| 洛基                                         | 湯姆·希德斯頓                      | 湯姆·希德斯頓      | 湯姆·希德斯頓               | 湯姆·希德斯頓     |
| 路易                                         |                                    | 麥可·潘納          | 麥可·潘納                   |                   |
| 瑪姬                                         |                                    | 茱蒂·格里爾        | 茱蒂·格里爾                 |                   |
| 螳螂女                                       |                                    |                    | 龐·克萊門捷夫               | 龐·克萊門捷夫     |
| 汪達·馬克希莫夫 緋紅女巫                     |                                    | 伊莉莎白·歐森      | 伊莉莎白·歐森               | 伊莉莎白·歐森     |
| 恩巴庫                                       |                                    |                    | 溫斯頓·杜克                 | 溫斯頓·杜克       |
| 蜜雪兒·「MJ」·瓊斯                           |                                    |                    | 辛蒂亞                      | 辛蒂亞            |
| 卡爾·莫度                                    |                                    |                    | 奇維托·艾吉佛               | 奇維托·艾吉佛     |
| 涅布拉                                       |                                    | 凱倫·吉蘭          | 凱倫·吉蘭                   | 凱倫·吉蘭         |
| 奧丁                                         | 安東尼·霍普金斯                    | 安東尼·霍普金斯    | 安東尼·霍普金斯             |                   |
| 奧科耶                                       |                                    |                    | 達娜·古瑞拉                 | 達娜·古瑞拉       |
| 梅·帕克                                      |                                    |                    | 瑪麗莎·托梅                 | 瑪麗莎·托梅       |
| 彼得·帕克 蜘蛛人                             | 馬克斯·法來奧                      |                    | 湯姆·霍蘭德                 | 湯姆·霍蘭德       |
| 克莉絲汀·帕瑪                                |                                    |                    | 瑞秋·麥亞當斯               | 瑞秋·麥亞當斯     |
| 吉姆·派斯頓                                  |                                    | 巴比·卡納佛        | 巴比·卡納佛                 |                   |
| 維吉妮雅·「小辣椒」·波茲                     | 葛妮絲·派特洛                      | 葛妮絲·派特洛      | 葛妮絲·派特洛               |                   |
| 漢克·皮姆                                    |                                    | 麥可·道格拉斯      | 麥可·道格拉斯               | 麥可·道格拉斯     |
| 彼得·奎爾 星爵                               |                                    | 克里斯·普瑞特      | 克里斯·普瑞特               | 克里斯·普瑞特     |
| 拉瑪達                                       |                                    |                    | 安琪拉·貝瑟                 | 安琪拉·貝瑟       |
| 詹姆斯·「羅德」·羅德斯 戰爭機器 / 鋼鐵愛國者 | 泰倫斯·霍華德唐·錢德爾             | 唐·錢德爾          | 唐·錢德爾                   |                   |
| 火箭                                         |                                    | 布萊德利·庫柏V     | 布萊德利·庫柏V              | 布萊德利·庫柏V    |
| 史蒂夫·羅傑斯 美國隊長                       | 克里斯·伊凡                        | 克里斯·伊凡        | 克里斯·伊凡                 |                   |
| 娜塔莎·羅曼諾夫 黑寡婦                       | 史嘉蕾·喬韓森                      | 史嘉蕾·喬韓森      | 史嘉蕾·喬韓森               | 史嘉蕾·喬韓森     |
| 控訴者羅南                                   |                                    | 李·培斯            | 李·培斯                     |                   |
| 艾佛特·羅斯                                  |                                    |                    | 馬丁·費里曼                 | 馬丁·費里曼       |
| 撒迪厄斯·「雷霆」·羅斯                       | 威廉·赫特                          |                    | 威廉·赫特                   | 威廉·赫特         |
| 布洛克·朗姆洛 交叉骨                         |                                    | 法蘭克·葛里洛      | 法蘭克·葛里洛               |                   |
| 艾瑞克·沙維格                                | 史戴倫·史柯斯嘉                    | 史戴倫·史柯斯嘉    |                             |                   |
| 舒莉                                         |                                    |                    | 莉蒂西亞·萊特               | 莉蒂西亞·萊特     |
| 希芙                                         | 潔咪·亞歷山大                      | 潔咪·亞歷山大      |                             | 潔咪·亞歷山大     |
| 東尼·史塔克 鋼鐵人                           | 小勞勃·道尼                        | 小勞勃·道尼        | 小勞勃·道尼                 |                   |
| 史蒂芬·史傳奇 奇異博士                       |                                    |                    | 班奈狄克·康柏拜區           | 班奈狄克·康柏拜區 |
| 薩諾斯                                       | 達邁·波蒂埃C                       | 喬許·布洛林C       | 喬許·布洛林                 |                   |
| 索爾                                         | 克里斯·漢斯沃                      | 克里斯·漢斯沃      | 克里斯·漢斯沃               | 克里斯·漢斯沃     |
| 坦納里·帝凡 收藏者                           |                                    | 班尼西歐·狄奧·托羅 | 班尼西歐·狄奧·托羅          |                   |
| 瓦爾基麗 女武神                              |                                    |                    | 泰莎·湯普森                 | 泰莎·湯普森       |
| 荷普·汎戴茵 黃蜂女                           |                                    | 伊凡潔琳·莉莉      | 伊凡潔琳·莉莉               | 伊凡潔琳·莉莉     |
| 珍妮特·汎戴茵                                |                                    | 海莉·洛薇特        | 蜜雪兒·菲佛                 | 蜜雪兒·菲佛       |
| 幻視 賈維斯                                  | 保羅·巴特尼                        | 保羅·巴特尼        | 保羅·巴特尼                 |                   |
| 佛勒斯泰格                                   | 雷·史蒂文森                        | 雷·史蒂文森        | 雷·史蒂文森                 |                   |
| 山姆·威爾遜 獵鷹                             |                                    | 安東尼·麥基        | 安東尼·麥基                 |                   |
| 王                                           |                                    |                    | 黃凱旋                      | 黃凱旋            |

## 發行

### 家庭媒體
2012年6月，漫威宣佈將於2012年9月25日發售10碟套裝電影合輯《漫威電影宇宙——第一階段：復仇者集結》，包括第一階段6部影片的藍光光碟和3D藍光影碟，包裝盒為電影《復仇者聯盟》中所出現的尼克·福瑞公文包的複製品。2012年8月，替《復仇者聯盟》開發公文包的箱包有限公司日默瓦（Rimowa GmbH）向美國聯邦法院入稟，向漫威影業及博偉家庭娛樂公司提出起訴，起訴指漫威沒有在日默瓦的任何許可或授權下，以任何目的去製作公文包的複製品。經過重新設計的套裝於2013年4月2日發行。該套裝還包括了即將上映的第二階段電影的花絮，當中包括一些鏡頭和概念藝術作品，還有第一階段電影中未曾公開的刪剪片段。
2015年7月，漫威宣佈將於2012年9月25日發售13碟套裝電影合輯《漫威電影宇宙：第二階段合輯》，包括第二階段6部影片的藍光光碟、3D藍光影碟以及數位版影片。《星際異攻隊》附帶一張原聲唱片和獨家紀念品。此外，附帶的一張光碟中還包括含評論音軌的漫威短片和電影中刪剪片段和每部電影的前期創意製作，以及電影《美國隊長3：英雄內戰》、《奇異博士》和《星際異攻隊2》的搶先預告短片。
2019年9月，凱文·費吉表示將發行前三個階段「無限傳奇」電影合輯，共23部電影。其中包括刪減的鏡頭，例如《鋼鐵人》片尾彩蛋中尼克·福瑞提及蜘蛛人、浩克和X戰警。該套裝電影合輯於2019年11月15日在百思買上架發行。

## 迴響

### 票房表現
無論是否考慮經濟通貨膨脹，漫威電影宇宙系列電影均是全球最高票房的系列電影，共計達到287.55億美元。
| 序       | 電影                        | 美國上映日期   | 票房收入        | 票房收入        | 票房收入        | 票房歷史總榜排名 | 票房歷史總榜排名 | 製作成本        | 來源                    |
| 序       | 電影                        | 美國上映日期   | 北美            | 北美之外        | 全球            | 北美             | 全球             | 製作成本        | 來源                    |
| -------- | --------------------------- | -------------- | --------------- | --------------- | --------------- | ---------------- | ---------------- | --------------- | ----------------------- |
|          |                             |                |                 |                 |                 |                  |                  |                 |                         |
| 第一階段 |                             |                |                 |                 |                 |                  |                  |                 |                         |
| 1        | 《鋼鐵人》                  | 2008年5月2日   | $319,034,126    | $266,762,121    | $585,796,247    | 82               | 181              | $1.4億          | [ 259 ]                 |
| 2        | 《無敵浩克》                | 2008年6月13日  | $134,806,913    | $129,964,083    | $264,770,996    | 472              | 599              | $1.375–1.5億    | [ 260 ]                 |
| 3        | 《鋼鐵人2》                 | 2010年5月7日   | $312,433,331    | $311,500,000    | $623,933,331    | 87               | 163              | $1.7–2.0億      | [ 261 ]                 |
| 4        | 《雷神索爾》                | 2011年5月6日   | $181,030,624    | $268,295,994    | $449,326,618    | 268              | 273              | $1.5億          | [ 262 ]                 |
| 5        | 《美國隊長：復仇者先鋒》    | 2011年7月22日  | $176,654,505    | $193,915,269    | $370,569,774    | 285              | 374              | $1.4億          | [ 263 ]                 |
| 6        | 《復仇者聯盟》              | 2012年5月4日   | $623,357,910    | $895,457,605    | $1,518,815,515  | 10               | 9                | $2.2億          | [ 264 ]                 |
| 第二階段 |                             |                |                 |                 |                 |                  |                  |                 |                         |
| 7        | 《鋼鐵人3》                 | 2013年5月3日   | $409,013,994    | $805,797,258    | $1,214,811,252  | 35               | 22               | $1.784億        | [ 265 ] [ 266 ]         |
| 8        | 《雷神索爾2：黑暗世界》     | 2013年11月8日  | $206,362,140    | $438,421,000    | $644,783,140    | 213              | 153              | $1.5–1.7億      | [ 267 ] [ 266 ]         |
| 9        | 《美國隊長2：酷寒戰士》     | 2014年4月4日   | $259,766,572    | $454,654,931    | $714,421,503    | 126              | 127              | $1.70–1.77億    | [ 268 ] [ 269 ]         |
| 10       | 《星際異攻隊》              | 2014年8月1日   | $333,718,600    | $439,631,547    | $773,350,147    | 72               | 108              | $1.70億         | [ 270 ] [ 271 ]         |
| 11       | 《復仇者聯盟2：奧創紀元》   | 2015年5月1日   | $459,005,868    | $943,800,000    | $1,402,805,868  | 22               | 12               | $2.50–4.44億    | [ 272 ] [ 273 ]         |
| 12       | 《蟻人》                    | 2015年7月17日  | $180,202,163    | $339,109,802    | $519,311,965    | 271              | 222              | $1.30億         | [ 274 ] [ 273 ]         |
| 第三階段 |                             |                |                 |                 |                 |                  |                  |                 |                         |
| 13       | 《美國隊長3：英雄內戰》     | 2016年5月6日   | $408,084,349    | $745,253,147    | $1,153,337,496  | 36               | 24               | $2.50億         | [ 275 ] [ 276 ]         |
| 14       | 《奇異博士》                | 2016年11月4日  | $232,641,920    | $445,154,156    | $677,796,076    | 161              | 142              | $1.65億         | [ 277 ] [ 278 ]         |
| 15       | 《星際異攻隊2》             | 2017年5月5日   | $389,813,101    | $473,942,950    | $863,756,051    | 44               | 80               | $2.00億         | [ 279 ]                 |
| 16       | 《蜘蛛人：返校日》          | 2017年7月7日   | $334,201,140    | $545,965,784    | $880,166,924    | 70               | 72               | $1.75億         | [ 280 ]                 |
| 17       | 《雷神索爾3：諸神黃昏》     | 2017年11月3日  | $315,058,289    | $538,925,590    | $853,983,879    | 86               | 83               | $1.80億         | [ 281 ]                 |
| 18       | 《黑豹》                    | 2018年2月16日  | $700,426,566    | $647,171,407    | $1,347,597,973  | 5                | 14               | $2.00億         | [ 282 ] [ 283 ]         |
| 19       | 《復仇者聯盟3：無限之戰》   | 2018年4月27日  | $678,815,482    | $1,369,544,272  | $2,048,359,754  | 7                | 6                | $3.25–4.00億    | [ 284 ] [ 285 ] [ 286 ] |
| 20       | 《蟻人與黃蜂女》            | 2018年7月6日   | $216,648,740    | $406,025,399    | $622,674,139    | 190              | 165              | $1.62億         | [ 287 ] [ 288 ]         |
| 21       | 《驚奇隊長》                | 2019年3月8日   | $426,829,839    | $701,633,133    | $1,128,462,972  | 27               | 28               | $1.50–1.75億    | [ 289 ] [ 290 ]         |
| 22       | 《復仇者聯盟4：終局之戰》   | 2019年4月26日  | $858,373,000    | $1,939,427,564  | $2,797,800,564  | 2                | 2                | $3.56–4.00億    | [ 291 ] [ 292 ]         |
| 23       | 《蜘蛛人：離家日》          | 2019年7月2日   | $390,532,085    | $741,395,911    | $1,131,927,996  | 43               | 27               | $1.60億         | [ 293 ]                 |
| 第四階段 |                             |                |                 |                 |                 |                  |                  |                 |                         |
| 24       | 《黑寡婦》                  | 2021年7月9日   | $183,651,655    | $196,100,000    | $379,751,655    | 262              | 364              | $2.00億         | [ 297 ] [ 298 ]         |
| 25       | 《尚氣與十環傳奇》          | 2021年9月3日   | $224,543,292    | $207,700,000    | $432,243,292    | 174              | 294              | $1.50–2.00億    | [ 299 ] [ 300 ] [ 301 ] |
| 26       | 《永恆族》                  | 2021年11月5日  | $164,870,234    | $237,194,665    | $402,064,899    | 336              | 336              | $2.00億         | [ 302 ] [ 303 ]         |
| 27       | 《蜘蛛人：無家日》          | 2021年12月17日 | $814,115,070    | $1,107,732,041  | $1,921,847,111  | 3                | 7                | $2.00億         | [ 304 ] [ 305 ]         |
| 28       | 《奇異博士2：失控多重宇宙》 | 2022年5月6日   | $411,331,607    | $544,444,197    | $955,775,804    | 36               | 60               | $2.00億         | [ 306 ] [ 307 ]         |
| 29       | 《雷神索爾：愛與雷霆》      | 2022年7月8日   | $343,256,830    | $417,659,554    | $760,916,384    | 65               | 113              | $2.50億         | [ 308 ] [ 309 ]         |
| 30       | 《黑豹2：瓦干達萬歲》       | 2022年11月11日 | $453,819,752    | $404,947,718    | $858,767,470    | 24               | 84               | $2.50億         | [ 310 ] [ 311 ]         |
| 第五階段 |                             |                |                 |                 |                 |                  |                  |                 |                         |
| 31       | 《蟻人與黃蜂女：量子狂熱》  | 2023年2月17日  | $214,496,697    | $261,566,271    | $476,062,968    | 200              | 254              | 2億美元         | [ 312 ] [ 313 ]         |
| 總計     | 總計                        | 總計           | $11,331,734,908 | $17,423,346,906 | $28,755,081,814 | 1                | 1                | $51.005–55.58億 | [ 314 ] [ 315 ]         |

### 評價
| 序       | 電影                     | 專業評價         | 專業評價       | 公眾評價 | 公眾評價 |
| 序       | 電影                     | 爛番茄           | Metacritic     | 影院評分 | PostTrak |
| -------- | ------------------------ | ---------------- | -------------- | -------- | -------- |
|          |                          |                  |                |          |          |
| 第一階段 |                          |                  |                |          |          |
| 1        | 《鋼鐵人》               | 94%（278篇評論） | 79（38篇評論） | A        |          |
| 2        | 《無敵浩克》             | 67%（231篇評論） | 61（38篇評論） | A−       |          |
| 3        | 《鋼鐵人2》              | 73%（297篇評論） | 57（40篇評論） | A        |          |
| 4        | 《雷神索爾》             | 77%（284篇評論） | 57（40篇評論） | B+       |          |
| 5        | 《美國隊長：復仇者先鋒》 | 80%（267篇評論） | 66（43篇評論） | A−       |          |
| 6        | 《復仇者聯盟》           | 92%（354篇評論） | 69（43篇評論） | A+       |          |

## 衍生媒體

### 短片
| 序 | 短片                           | 美國發行日期   | 導演                 | 編劇          | 監製      | 時長     | 收錄於影片               |
| -- | ------------------------------ | -------------- | -------------------- | ------------- | --------- | -------- | ------------------------ |
| 1  | 《神盾顧問》                   | 2011年9月13日  | 雷森姆               | 艾瑞克·皮爾森 | 凱文·費吉 | 3分57秒  | 《雷神索爾》             |
| 2  | 《尋找雷神之鎚路上發生的趣事》 | 2011年10月25日 | 雷森姆               | 艾瑞克·皮爾森 | 凱文·費吉 | 4分3秒   | 《美國隊長：復仇者先鋒》 |
| 3  | 《47號物品》                   | 2012年9月25日  | 路易斯·德·埃斯波西托 | 艾瑞克·皮爾森 | 凱文·費吉 | 11分21秒 | 《復仇者聯盟》           |

### 漫画書
| 標題                                           | 期數 | 出版日期       | 出版日期       |
| 標題                                           | 期數 | 首期           | 終期           |
| ---------------------------------------------- | ---- | -------------- | -------------- |
| Iron Man: I Am Iron Man!                       | 2    | 2010年1月27日  | 2010年2月24日  |
| Iron Man 2: Public Identity                    | 3    | 2010年4月28日  | 2010年5月12日  |
| Iron Man 2: Agents of S.H.I.E.L.D.             | 1    | 2010年9月1日   | 2010年9月1日   |
| Captain America: First Vengeance               | 4    | 2011年5月4日   | 2011年6月29日  |
| Marvel's The Avengers Prelude: Fury's Big Week | 4    | 2012年3月7日   | 2012年4月18日  |
| Marvel's The Avengers: Black Widow Strikes     | 3    | 2012年5月2日   | 2012年6月6日   |
| Marvel's Iron Man 2                            | 2    | 2012年11月7日  | 2012年12月5日  |
| Marvel's Thor                                  | 2    | 2013年1月16日  | 2013年2月20日  |
| Marvel's Captain America: The First Avenger    | 2    | 2013年11月6日  | 2013年12月11日 |
| Marvel's The Avengers                          | 2    | 2014年12月24日 | 2015年1月7日   |

### 書籍
2015年9月，漫威發行了《漫威電影宇宙手冊》（Guidebook to the Marvel Cinematic Universe）。2015年10月至2016年1月期間，漫威每個月依次發行《漫威電影宇宙手冊：〈鋼鐵人〉》（Guidebook to the Marvel Cinematic Universe: Marvel's Iron Man）、《漫威電影宇宙手冊：〈無敵浩克〉和〈鋼鐵人2〉》（Guidebook to the Marvel Cinematic Universe: Marvel's Incredible Hulk / Marvel's Iron Man 2）、《漫威電影宇宙手冊：〈雷神索爾〉》（Guidebook to the Marvel Cinematic Universe: Marvel's Thor）和《漫威電影宇宙手冊：〈美國隊長：復仇者先鋒〉》（Guidebook to the Marvel Cinematic Universe: Marvel's Captain America: The First Avenger）。

### 遊戲
| 遊戲               | 美國發行日期  | 發行商            | 開發商                       | 平台                                                                       | 平台                              | 平台            |
| 遊戲               | 美國發行日期  | 發行商            | 開發商                       | 家用遊戲機／個人電腦                                                       | 掌上遊戲機                        | 手機            |
| ------------------ | ------------- | ----------------- | ---------------------------- | -------------------------------------------------------------------------- | --------------------------------- | --------------- |
| 鋼鐵人             | 2008年5月2日  | Sega              | Secret Level                 | PlayStation 3, Xbox 360                                                    | –                                 | –               |
| 鋼鐵人             | 2008年5月2日  | Sega              | Artificial Mind and Movement | PlayStation 2, Wii, Microsoft Windows                                      | Nintendo DS, PlayStation Portable | –               |
| 鋼鐵人             | 2008年5月2日  | Sega              | Hands-On Mobile              | –                                                                          | –                                 | 各系統          |
| 無敵浩克           | 2008年6月5日  | Sega              | Edge of Reality              | PlayStation 2, PlayStation 3, Xbox 360, Wii, Microsoft Windows             | –                                 | –               |
| 無敵浩克           | 2008年6月5日  | Sega              | Amaze Entertainment          | –                                                                          | Nintendo DS                       | –               |
| 無敵浩克           | 2008年6月5日  | Sega              | Hands-On Mobile              | –                                                                          | –                                 | 各系統          |
| 鋼鐵人2            | 2010年5月4日  | Sega              | Sega Studios San Francisco   | PlayStation 3, Xbox 360                                                    | –                                 | –               |
| 鋼鐵人2            | 2010年5月4日  | Sega              | High Voltage Software        | Wii                                                                        | PlayStation Portable              | –               |
| 鋼鐵人2            | 2010年5月4日  | Sega              | Griptonite Games             | –                                                                          | Nintendo DS                       | –               |
| 鋼鐵人2            | 2010年5月4日  | Gameloft          | Gameloft                     | –                                                                          | –                                 | iOS, BlackBerry |
| 雷神索爾           | 2011年5月3日  | Sega              | Liquid Entertainment         | PlayStation 3, Xbox 360                                                    | –                                 | –               |
| 雷神索爾           | 2011年5月3日  | Sega              | Red Fly Studio               | Wii                                                                        | Nintendo 3DS                      | –               |
| 雷神索爾           | 2011年5月3日  | Sega              | WayForward Technologies      | –                                                                          | Nintendo DS                       | –               |
| 美國隊長：超級士兵 | 2011年7月19日 | Sega              | Next Level Games             | PlayStation 3, Xbox 360                                                    | –                                 | –               |
| 美國隊長：超級士兵 | 2011年7月19日 | Sega              | High Voltage Software        | Wii                                                                        | Nintendo 3DS                      | –               |
| 美國隊長：超級士兵 | 2011年7月19日 | Sega              | Graphite Games               | –                                                                          | Nintendo DS                       | –               |
| 其他遊戲           |               |                   |                              |                                                                            |                                   |                 |
| 樂高：復仇者聯盟   | 2016年1月26日 | 華納兄弟互動娛樂  | TT Games                     | PlayStation 3, PlayStation 4, Xbox One, Microsoft Windows, Xbox 360, Wii U | Nintendo 3DS, PlayStation Vita    | –               |
| 樂高：復仇者聯盟   | 2016年3月10日 | Feral Interactive | TT Games                     | macOS                                                                      | –                                 | –               |

## 相關媒體
2019年9月，漫威影業和索尼影視娛樂達成新的合作協議，凱文·費吉表示，隨著索尼繼續單獨構建共同世界索尼影業蜘蛛人宇宙，漫威電影宇宙中的「蜘蛛人」彼得·帕克可能出現在該宇宙中。2021年5月，《綜藝》的亞當·B·弗里稱兩個宇宙之間的聯結令人困惑，如果湯姆·霍蘭德飾演的「蜘蛛人」彼得·帕克出現在索尼影業蜘蛛人宇宙中，該宇宙此前的電影將成為漫威電影宇宙的一部分，此外，米高·基頓在《蜘蛛人：返校日》中飾演「禿鷹」亞德里安·圖姆斯出現於索尼影業蜘蛛人宇宙的電影《魔比斯》的片尾彩蛋之中。索尼影業的總裁桑福德·帕尼奇回應稱已有計劃澄清兩個宇宙之間的關係。他認為當時人們已經對他們的前進方向有了更清楚的了解，並補充2021年12月上映的《蜘蛛人：無家日》將揭示更多關於這計劃的資訊。弗里評論說，在《蜘蛛人：無家日》中引入多元宇宙的元素可能會讓霍蘭德出現在索尼影業蜘蛛人宇宙中。凱文·費吉在下一個月表示不會完全排除任何事，漫威影業製作的電影中會出現更多索尼擁有版權的角色。
在《蜘蛛人：無家日》中，托比·马奎尔及安德鲁·加菲尔德分別回歸飾演蜘蛛人三部曲版本的蜘蛛人及版本的蜘蛛人。威廉·達佛、艾佛烈·蒙利納和托馬斯·哈登·丘奇回歸分別出演山姆·雷米執導的《蜘蛛人三部曲》中的「綠惡魔」諾曼·奧斯朋、「八爪博士」奧托·奧克塔維斯和「沙人」佛林特·馬可。瑞斯·伊凡斯和傑米·福克斯亦回歸分別出演馬克·韋布執導的《驚奇再起系列》中的「蜥蜴人」柯特·康納斯和「電光人」麥克斯·狄倫。湯姆·哈迪飾演的「猛毒」艾迪·布洛克在索尼影業蜘蛛人宇宙電影《猛毒2：血蜘蛛》的片尾彩蛋中意外來到了漫威電影宇宙，湯姆·哈迪在《蜘蛛人：無家日》片尾彩蛋中也回歸飾演該角色。八名角色皆因受奇異博士的咒語失敗事件影響而意外地進入漫威電影宇宙，在電影最後奇異博士逆轉了該咒語，八名角色因此分別回到自己的宇宙，猛毒則在片尾畫面中意外留下了一小部分共生體。凱文·費吉表示《猛毒2：血蜘蛛》和《蜘蛛人：無家日》的團隊之間進行了很多協調，以製作兩部電影的片尾畫面，《蜘蛛人：無家日》的導演強·華茲在該電影的製作過程中指導了這兩個場景。而《魔比斯》的片尾畫面中，「禿鷹」亞德里安·圖姆斯也因奇異博士的逆轉咒語而意外地進入索尼影業蜘蛛人宇宙中。

## 改變用途的項目

### 《異人族》
2013年4月，凱文·費吉提到自己有信心把異人族帶到大銀幕。《異人族》的概念在2014年透過《神盾局特工》電視劇首先引入到漫威電影宇宙系列中。截至2014年8月中旬，工作室已準備好跟電影共同進入發展階段，並由喬·羅拔·科爾撰寫劇本。2014年10月，電影公布為第三階段的電影，並計劃於2019年7月12日發行。一年後，到了2015年10月，科爾不再參與該電影的製作，他可能寫的任何草稿都不會被使用。2016年4月，《異人族》從漫威電影發布計劃中被刪除，並且不再是第三階段的一部分。2016年7月，費治說《異人族》「肯定」將會成為2020年及2021年的電影創意討論的一部分，他仍然樂觀的認為電影有可能在隨後的11月的第四階段中發布。2016年11月，漫威電視公布了《異人族》的系列劇集，並在首兩集在IMAX上篩選後，劇集於2017年9月在ABC首播。該系列並非是電影的改編。2018年5月，ABC在播出第一季後取消了播放該劇集。

### 《離家童盟》
改編自《離家童盟》的電影經歷了多輪的波折。2008年5月，布萊恩·K·沃恩原本獲聘根據作品而編寫劇本。2010年4月，漫威聘請了彼得·蘇列特擔任導演，而在5月聘請了德魯·皮爾斯（Drew Pearce）擔任編劇。隨後的9月，電影的開展工作被擱置，皮爾斯透露電影因需要優先拍攝《復仇者聯盟》而被擱置，預期電影最早要待到第三階段才有可能上映。2014年10月，在宣布第三階段的所有電影都不包括《離家童盟》後，凱文·費吉稱該項目「在劇本庫中還有一些很棒的劇本」，他補充指，「總有一天我們會很樂意為《離家出走》工作，在我們的電視節目和未來的電影討論中，它總會是我們談論的題目，因為我們已有一個堅實的草案。但是，我需要再說一次的是，我們不能把它們全部都製作出來。」2016年8月，漫威電視在串流媒體服務上公布了《離家童盟》的電視劇，整個系列於2017年5月接受全季訂購服務。劇集《離家童盟》於2017年11月上映。2019年11月，隨著迪士尼宣佈關閉漫威電視部門並取消全部原漫威電視開發的電視劇集，Hulu宣佈第三季成為該作最終季。

## 備註
1. ↑  《黑寡婦》在串流媒體平台Disney+通過Disney+首映許可證形式與戲院同期上線[50]。
2. ↑  趙婷既是《永恆族》的獨立編劇，同時與帕特里克·布雷共同編劇[56][57]。
3. 1 2 3 4  影片的上映次序未公佈。
4. ↑  2017年6月，湯姆·霍蘭德和凱文·費吉在訪問中透露，在《鋼鐵人2》中，東尼·史塔克使用無人機救下的孩子就是彼得·帕克，由馬克斯·法來奧飾演[196]。
5. ↑  迪士尼稱《黑寡婦》在串流媒體平台Disney+首週末獲得6700萬美元的額外付費收入[294][295][296]。

## 外部連結
- Template:Official website
- Template:Wikia Template:En

Template:Marvel Cinematic Universe
Template:Marvel Comics films